# The Plasmatics
A The Plasmatics amerikai heavy metal/punk rock/shock rock együttes volt. 
1977-ben alakultak meg New Yorkban. Híresek voltak vad és látványos koncert-fellépéseikről, melyeken autókat robbantottak, a gitárokat láncfűrésszel kettévágták, és kalapáccsal televíziókat törtek szét. Ezért egy ízben a Milwaukee-i rendőrség le is tartóztatta Williams-t. Maga Wendy O. Williams és a The Plasmatics is botrányosnak számítottak a maga idejében; Wendy különösen nagy botrányhős volt, hiszen élete alatt lopott is, hamis pénzzel is fizetett már, illetve "felnőtt filmekben" is szerepelt már. Ennek ellenére 1985-ben Grammy-díjra jelölték.
A Plasmatics pályafutásuk alatt öt nagylemezt dobott piacra. 1988-ban feloszlottak, de karrierjük alatt már egyszer feloszlottak, 1983-ban. '88-ban azonban végleg lezárult a zenekar története. Wendy pedig 1998-ban elhunyt.

## Tagok
- Wendy O. Williams – ének, szaxofon, láncfűrész, kalapács (1978–1983, 1987–1988; 1998-ban elhunyt)
- Wes Beech – gitár (1979–1983, 1987–1988), billentyűk (1979–1983, 1983, 1987–1988), vokál
- Chris Romanelli – basszusgitár (1981–1983, 1983, 1987–1988), billentyűk (1981–1983, 1987–1988), vokál
- Michael Ray – gitár (1987–1988), vokál
- Ray Callahan – dob (1987–1988), vokál

### Korábbi tagok
- Richie Stotts – gitár (1978–1983)
- Chosei Funahara – basszusgitár (1978–1980)
- Jean Beauvoir – basszusgitár, billentyűk (1980–1981)
- Greg Smith – basszusgitár (1983)
- Stu Deutsch – dob (1978–1981)
- Joey Reese – dob (1981–1982)
- T.C. Tolliver – dob (1982–1983)

## Diszkográfia
- New Hope for the Wretched (1980)
- Beyond the Valley of 1984 (1981)
- Metal Priestess (1981)
- Coup de Grace (1982)
- Maggots: The Record (1987)